# Coelomomyces stegomyiae
Coelomomyces stegomyiae är en svampart som beskrevs av Keilin 1921. Coelomomyces stegomyiae ingår i släktet Coelomomyces och familjen Coelomomycetaceae.   Inga underarter finns listade i Catalogue of Life.